# Voetbalinterland Hongkong - Joegoslavië
Deze lijst van voetbalinterlands is een overzicht van alle officiële voetbalwedstrijden tussen de nationale teams van Hongkong en Joegoslavië. De landen speelden een keer tegen elkaar. Dat was een vriendschappelijke wedstrijd op 2 december 1961 in Hongkong.

## Wedstrijden
| № | Plaats   | Datum           | Competitie        | Wedstrijd              | Uitslag |
| - | -------- | --------------- | ----------------- | ---------------------- | ------- |
| 1 | Hongkong | 2 december 1961 | Vriendschappelijk | Hongkong – Joegoslavië | 1 – 2   |

## Samenvatting
| Competitie        | Totaal gespeeld | Winst Hongkong | Gelijk | Winst Joegoslavië | Doelsaldo Hongkong – Joegoslavië |
| ----------------- | --------------- | -------------- | ------ | ----------------- | -------------------------------- |
| Vriendschappelijk | 1               | 0              | 0      | 1                 | 1 − 2                            |
| Totaal            | 1               | 0              | 0      | 1                 | 1 − 2                            |

HKFA · 
Lijst van A-internationals · 
Hongkongs vrouwenelftal
1960 – 1969 ·
1970 – 1979 ·
1980 – 1989 ·
1990 – 1999 ·
2000 – 2009 ·
2010 – 2019 ·
2020 − 2029
Afghanistan ·
Argentinië ·
Australië ·
Bahrein ·
Bangladesh ·
Bhutan ·
Brazilië ·
Brunei ·
Cambodja ·
Canada ·
China ·
Colombia ·
Denemarken ·
Estland ·
Fiji ·
Filipijnen ·
Guam ·
India ·
Indonesië ·
Irak ·
Iran ·
Israël ·
Japan ·
Jemen ·
Joegoslavië ·
Jordanië ·
Koeweit ·
Kroatië ·
Laos ·
Libanon ·
Liechtenstein ·
Macau ·
Malediven ·
Maleisië ·
Marokko ·
Mauritius ·
Mongolië ·
Myanmar ·
Nepal ·
Noord-Korea ·
Noorwegen ·
Oezbekistan ·
Oman ·
Oost-Timor ·
Palestina ·
Paraguay ·
Qatar ·
Salomonseilanden ·
Saoedi-Arabië ·
Singapore ·
Sri Lanka ·
Syrië ·
Tadzjikistan ·
Taiwan ·
Thailand ·
Turkmenistan ·
Verenigde Arabische Emiraten ·
Vietnam ·
Zuid-Korea ·
Zuid-Vietnam ·
Zwitserland
FSJ · A-internationals · Bondscoaches · Selecties · Joegoslavisch vrouwenelftal · Joegoslavië U21 · Joegoslavië U19 · Joegoslavië U18 · Joegoslavië U17 · Joegoslavië U16
1920 – 1929 ·
1930 – 1939 ·
1940 – 1949 ·
1950 – 1959 ·
1960 – 1969 ·
1970 – 1979 ·
1980 – 1989 ·
1990 – 1999 ·
2000 – 2002
EK 1960 · 
EK 1968 · 
EK 1976 · 
EK 1984 · 
EK 2000
WK 1930 · 
WK 1950 · 
WK 1954 · 
WK 1958 · 
WK 1962 · 
WK 1974 · 
WK 1982 · 
WK 1990 · 
WK 1998 · 
OS 1920 · 
OS 1924 · 
OS 1928 · 
OS 1948 · 
OS 1952 · 
OS 1956 · 
OS 1960 · 
OS 1980 · 
OS 1984 · 
OS 1988
1920 · 
1921 · 
1922 · 
1923 · 
1924 · 
1925 · 
1926 · 
1927 · 
1928 · 
1929 · 
1930 · 
1931 · 
1932 · 
1933 · 
1934 · 
1935 · 
1936 · 
1937 · 
1938 · 
1939 · 
1940 · 
1941 · 
1942 · 1943 · 1944 · 1945 · 
1946 · 
1947 · 
1948 · 
1949 · 
1950 · 
1952 · 
1952 · 
1953 · 
1954 · 
1955 · 
1956 · 
1957 · 
1958 · 
1959 · 
1960 · 
1961 · 
1962 · 
1963 · 
1964 · 
1965 · 
1966 · 
1967 · 
1968 · 
1969 · 
1970 · 
1971 · 
1972 · 
1973 · 
1974 · 
1975 · 
1976 · 
1977 · 
1978 · 
1979 · 
1980 · 
1981 · 
1982 · 
1983 · 
1984 · 
1985 · 
1986 · 
1987 · 
1988 · 
1989 · 
1990 · 
1991 · 
1992 · 
1993 · 
1994 · 
1995 · 
1996 · 
1997 · 
1998 · 
1999 · 
2000 · 
2001 · 
2002 · 
Albanië ·
Algerije ·
Argentinië ·
Bangladesh ·
België ·
Bolivia ·
Bosnië en Herzegovina · 
Brazilië ·
Bulgarije ·
Canada ·
Chili ·
China ·
Colombia ·
Congo-Kinshasa ·
Costa Rica ·
Cyprus ·
Denemarken ·
DDR ·
Duitsland ·
Ecuador ·
Egypte ·
El Salvador · 
Engeland ·
Ethiopië ·
Faeröer ·
Finland ·
Frankrijk ·
Ghana · 
Griekenland ·
Honduras ·
Hongarije ·
Hongkong ·
Ierland ·
Indonesië ·
Iran ·
Israël ·
Italië ·
Japan ·
Kroatië ·
Luxemburg ·
Malta ·
Marokko ·
Mexico ·
Nederland ·
Nigeria ·
Noord-Ierland ·
Noord-Macedonië ·
Noorwegen ·
Oekraïne ·
Oostenrijk ·
Paraguay ·
Peru · 
Polen ·
Portugal ·
Roemenië ·
Rusland ·
Saarland ·
Schotland ·
Slovenië ·
Slowakije ·
Sovjet-Unie ·
Spanje ·
Tsjechië ·
Tsjecho-Slowakije ·
Tunesië ·
Turkije ·
Uruguay ·
Venezuela ·
Verenigde Arabische Emiraten ·
Verenigde Staten ·
Wales ·
Zuid-Korea ·
Zweden ·
Zwitserland